# كتاب الوسادة
كتاب الوسادة (نقحرة ماكورا نو سوشي) هي الملاحظات والتأملات التي سجلتها سي شوناجون خلال فترة عملها لدى الإمبراطورة كونسورت تيشي خلال منذ عام 990 إلى 1000 في اليابان وقد اكتمل الكتاب في عام 1002.
هو عبارة عن مجموعة من المقالات والحكايات والقصائد والمقاطع الوصفية التي لا علاقة لها ببعضها البعض باستثناء حقيقة أنها أفكار ونزوات شوناجون مدفوعة بلحظات من حياتها اليومية. على الرغم من أنه عمل شخصي في الغالب، إلا أن مهارة شوناجون في الكتابة والشعر تجعله مثيرًا للاهتمام كعمل أدبي وهو ذو قيمة كوثيقة تاريخية وقد أصبح على مر القرون عملًا أدبيًا مشهورًا

## ملخص
ووصفت سي شوناجون مجموعه متنوعة من الافكار بدءًا من «شمولية» «مجموعة الأشياء المتشابهة» وكيف يتم تمثيلها بـ «مثل الديدان» و «زهور الأشجار» و «الأشياء البغيضة» و «أشياء الجميله» وقج وصفت طبيعة الحياة اليومية والفصول الأربعة، المحكمة المحيطة بالإمبراطورة تيشي التي خدمتها، من بين أمور أخرى.
وفقًا لمريديث ماكيني (التي ساهمت في ترجمة كتاب الوسادة من اليابانية إلى الإنجليزية) في مقالة مجلة كيوتو: فإن كتاب الوسادة هو حالة خاصة وهو عبارة عن مجموعة متنوعة من الافكار والتاملات البسيطه مقسمة إلى ثلاثة أجزاء: الأول يتألف من روايات تركز بشكل أساسي على الأحداث التي شهدتها وعانت منها خلال فترة وجودها في المحكمة والثاني يتكون من أفكارها وآرائها في مختلف الأمور والموضوعات والثالثة القوائم أو العناوين الشهيرة، مثال واحد وهو «الأشياء التي تجعل القلب ينمو.» يحتوى الكتاب على 164 من هذه القوائم.
هناك أقسام غامضة إلى حد ما ويصعب تصنيفها وقد تمت كتابة العديد من قصصها القصيرة بأسلوب أدبي بارع. بلغه هيراغانا الأصلية
وبشكل عام، هذه القطعة مكتوبة في عبارات موجزة، حيث يكون طول فقرة واحدة قصيرًا نسبيًا، ويسهل قراءة المحتويات
وقد تمت كتابة معظم أعمال شوناجون أثناء عملها في البلاط ومع ذلك، تمت كتابة بعض الإدخالات اللاحقة في حياتها اللاحقة، وكانت تستند فقط إلى ذكرياتها عن الأيام واللحظات التي مرت بها سابقًا في المحكمة